# Famille de Semallé
Pour les articles homonymes, voir Semallé.
La famille de Semallé est une famille de la noblesse française d'ancienne extraction, éteinte en ligne masculine en 1982, et en ligne féminine en 2019.

Originaire de Normandie (région d'Alençon), elle s'est développée dans la Sarthe du XVIIe siècle au XVIIIe siècle.

Elle est représentée dès la fin du XIe siècle, et sa filiation est prouvée depuis 1437.

Elle fut maintenue noble en 1667 et en 1669 par les commissaires royaux du Perche et du Maine.

## Histoire
Selon les nobiliaires récents, cette famille, dite d'ancienne extraction, prouve sa filiation depuis 1437,,.

Selon Louis Pierre d'Hozier, elle est représentée dès la fin du XIe siècle avec Robert de Semallé, cité en 1091, et son fils Hubert, cité en 1113.

Elle fut maintenue noble en 1667 et en 1669 par les commissaires royaux du Perche et du Maine.
Selon d'Hozier le nom de cette famille provient du nom de la paroisse où se trouvaient ses fiefs au XIe siècle, à deux lieues d'Alençon. Son nom primitif, « Samarlio », apparaît à de nombreuses reprises dans les cartulaires d'abbayes telles que celles de Saint Martin de Sées ou de Saint Vincent du Mans.
Ses premiers membres furent :
- Robert de Semallé, chevalier, vivait au XIe siècle. Il apparaît en compagnie de son frère Hervé en tant que témoin du don d'Eudes, « Cou d'Âne », d'une terre à l'Abbaye Saint-Vincent du Mans. Il fit lui-même don des dîmes qu'il possédait dans son fief de Semallé à l'Abbaye Saint-Martin de Sées le 5 novembre 1091. Cette donation fut sans doute faite à la demande de son suzerain Sifroid d'Escures, fils illégitime de Guillaume Ier de Bellême[7]. De ce fait, il était vassal de la famille de Bellême[8]. De sa femme, dont le nom est inconnu, il eut trois fils: Hubert, Guérin et Raoul.

- Hubert de Semallé, chevalier, fils du précédent, vivait au XIIe siècle. Il confirma la donation faite par son père en 1113, à la fête de Saint Matthieu. Louis Pierre d'Hozier s'interroge sur les raisons qui l'empêchèrent de confirmer cette donation dès 1091. Selon lui, il n'était pas en Normandie alors, mais plutôt dans « une expédition lointaine »[9].

- Guillaume et Robert de Semallé vivaient au début du XIIIe siècle. Ils apparaissent en tant que témoins dans une charte de l'Abbaye Saint-Martin de Sées en 1205.

## Filiation
Régis Valette dans le Catalogue de la noblesse française (1989) indique une filiation suivie depuis 1437.
Henri Jougla de Morenas écrit dans le Grand Armorial de France (1948) : « Cette ancienne Maison, citée dès 1091, établit sa filiation depuis Jean de Semallé, écuyer, mort avant 1400 (lire 1300), 4e aïeul d’autre Jean, seigneur de Semallé, allié à demoiselle Benoît, à partir duquel la filiation est littéralement prouvée. Leur descendant, Richard de Semallé, écuyer, seigneur de Lignerolles, épouse en 1575 Anne de Baigneux ».
Au XVIIIe siècle Louis Pierre d'Hozier dans l'Armorial général, ou Registres de la noblesse de France donne une filiation suivie de la famille de Semallé à partir de : 
- Jean Ier de Semallé, écuyer, seigneur de Semallé, était le fils ou le petit fils de Guillaume ou de Robert de Semallé et était mort en 1300 à un âge inconnu. Il fut le père de Richard Ier de Semallé, écuyer (cité comme tel par des contrats datant de 1304 et 1320), lui-même père de Richard II de Semallé, écuyer, qui eut pour fils Henry[12].

- Henry de Semallé, écuyer, seigneur de Semallé, fils de Richard fut fait prisonnier par les Anglais comme le prouve une quittance sur parchemin datée de 1388[13]. Durant sa captivité, il fut emprisonné à la tour de Londres. Il était le vassal de Thomas de Larré, puis de Jean d'Aché, de la famille d'Aché.

- Jean de Semallé, petit-fils d'Henry, épousa vers le milieu du XVe siècle une demoiselle Benoist, première épouse connue (sans son prénom) de la filiation Semallé.

## Personnalités
- Dom Michel de Semallé, moine, vécut au XVIe siècle lors des guerres de Religion. Il était en 1547 bailli et prieur de l'Abbaye aux Hommes de Caen, où était enterrée la dépouille de Guillaume le Conquérant. Alors que les huguenots avaient attaqué ce lieu saint, c'est lui qui en recueillit les ossements afin de les sauvegarder. Cependant, en 1563, une nouvelle intrusion des protestants dispersa les restes du duc de Normandie[14].

- Jean-René-Pierre de Semallé colonel de cavalerie, chevalier de l'ordre royal et militaire de Saint-Louis et gentilhomme honoraire de la chambre du roi. Il nait en 1772 et entre à l'automne 1786 aux pages de la Grande Écurie. Il fut fondé de pouvoir du comte d'Artois en 1814, qui lui témoigne toujours une grande confiance et joua un rôle prépondérant durant la première Restauration. Bien que cela ne puisse être prouvé, il semble qu'il ait été un Chevalier de la foi[15], et ce fut sans doute à ce titre qu'il forma le comité royaliste qui parvient à s’emparer de l’Hôtel de Ville de Paris et de la direction des journaux, le 31 mars 1814[16]. En outre, il fut chargé d'aider le ministre Jules de Polignac à s'enfuir de France lors des trois Glorieuses, ce qui s'avére finalement être un échec. Il épouse en 1810 Claudine-Marie-Zoé de Thomassin de Bienville, qui était la nièce d'Antoine Galiot Mandat de Grancey. Le roi Louis XVIII l'autorise, lui et ses descendants, à ajouter à ses armes : Un canton d'azur, chargé d'un Drapeau blanc, à la hampe d'or, surmonté d'une Fleur de Lys de même, preuve des services qu'il rendit à la monarchie. Il meurt à Versailles le 30 janvier 1863. Il laisse des Souvenirs, publiés par son petit-fils en 1898.

## Seigneuries et terres
- Semallé
- La Mare des Hayes
- La Fontaine
- Fresnes
- Fermusson
- La Juissellerie
- Lignerottes
- Le Bû
- Vallebû
- Belair
- La Girourdière
- Champus
- Biars
- La Gastine
- La Mare-Bonneval
- La Hazardière

## Alliances
Les principales alliances de la famille de Semallé furent : de Tilly, du Plessis d'Argentré, des Feugerets, de Guéhéneuc de Boishue, Huchet, de Vichy, de Lentaigne de Logivière, de Frébourg, de Brossard, de Barville, de Houdetot, de Quelquejeu, de Broc, Barbier Lalobe de Felcourt.

## Armoiries
| Blason | Nom de la famille et blasonnement |
| ------ | --- |
|        | Armes des Semallé à partir de 1814. D'argent à la bande de gueules, accompagnée d'un faucon grimpant de sable armé d'or. Canton concédé en 1814: D'azur à un drapeau d'argent à la hampe d'or sommée d'une fleur de lis du même. |